# Cairon
Cairon ist eine französische Gemeinde mit 2.044 Einwohnern (Stand: 1. Januar 2022) im Département Calvados in der Region Normandie. Die Gemeinde gehört zum Arrondissement Caen und zum Kanton Thue et Mue. Die Einwohner werden Caironnais genannt.

## Geografie
Cairon liegt etwa acht Kilometer nordwestlich von Caen am kleinen Fluss Mue. Umgeben wird Cairon von den Nachbargemeinden Thaon im Norden, Anisy im Nordosten, Villons-les-Buissons im Osten, Saint-Contest im Südosten, Authie im Süden, Rosel im Süden und Südwesten sowie Lasson im Westen.

## Bevölkerungsentwicklung
| Jahr                       | 1962 | 1968 | 1975 | 1982 | 1990 | 1999 | 2006 | 2013 | 2019 |
| Einwohner                  | 409  | 480  | 664  | 809  | 1098 | 1585 | 1574 | 1830 | 2021 |
| Quellen: Cassini und INSEE |      |      |      |      |      |      |      |      |      |

## Sehenswürdigkeiten
- Befestigte Kirche Saint-Hilaire aus dem 13. Jahrhundert, Monument historique seit 1927
- Schloss Cairon aus dem 18. Jahrhundert mit Taubenturm, seit 1933 Monument historique
- Dolmen, Pierre Tourneresse von Cairon, Monument historique
- Menhire, Les Grosses Devises
- Taubenturm, Monument historique
- Waschhäuser

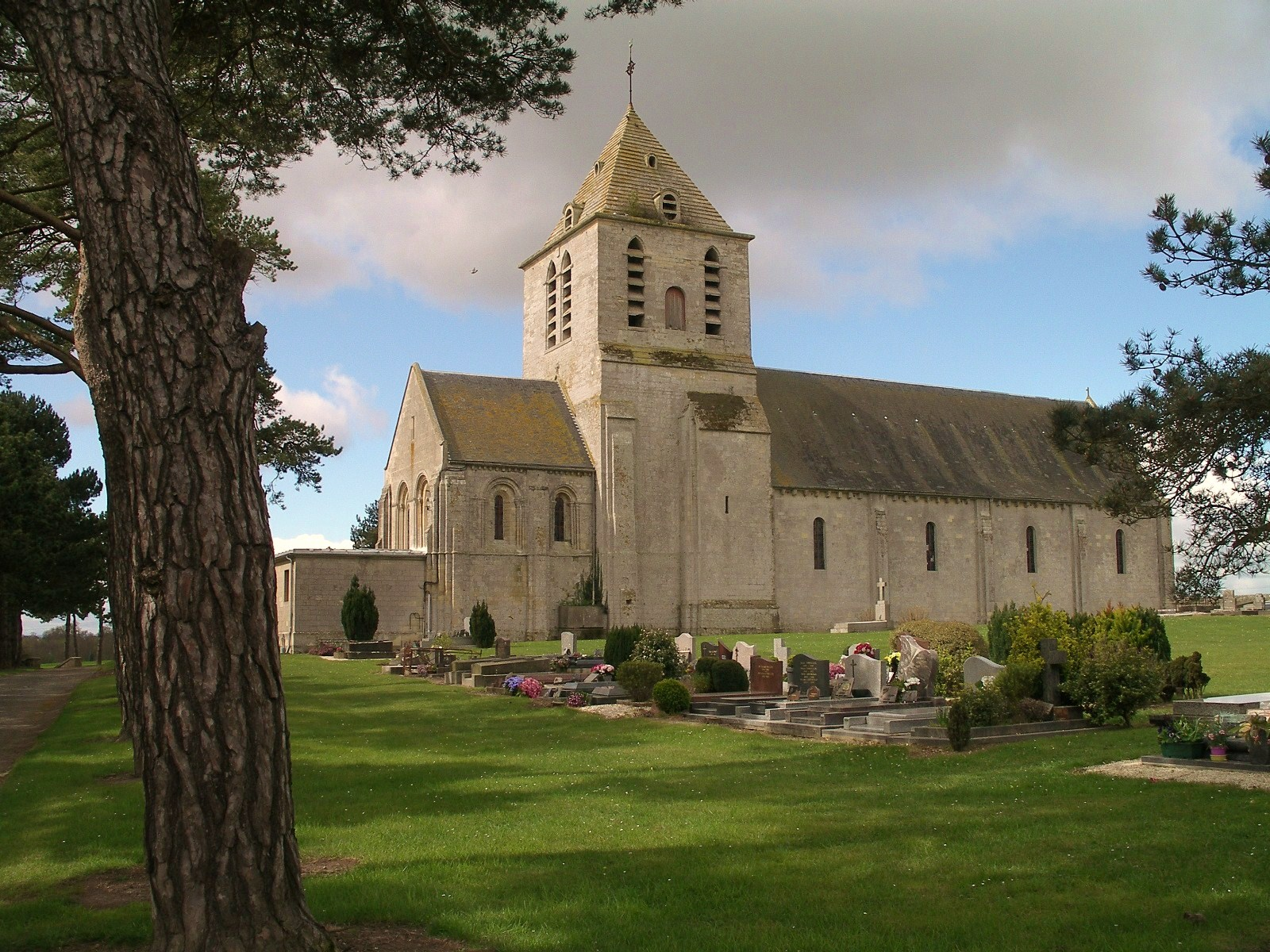
Kirche Saint-Hilaire
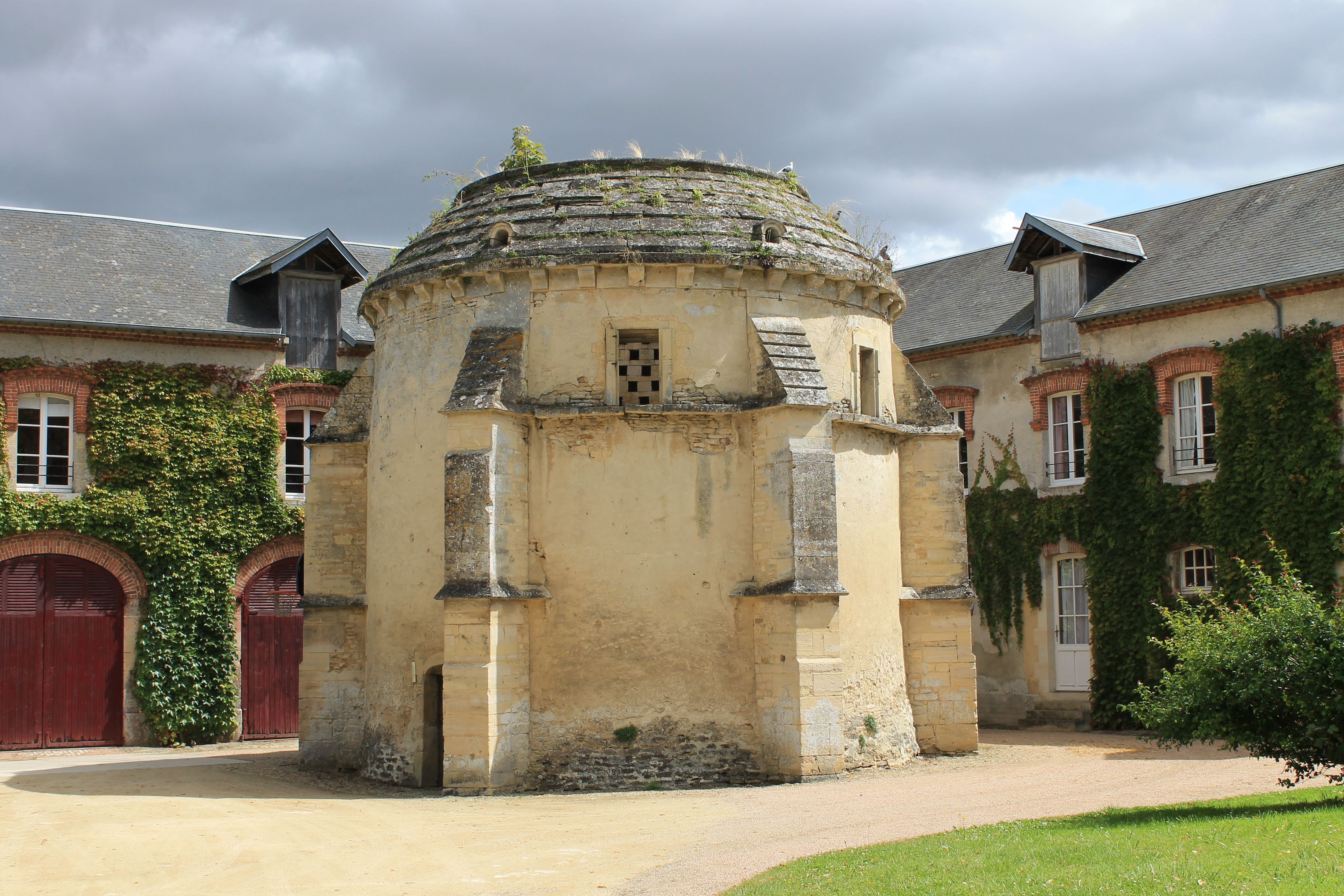
Taubenturm am Schloss Cairon
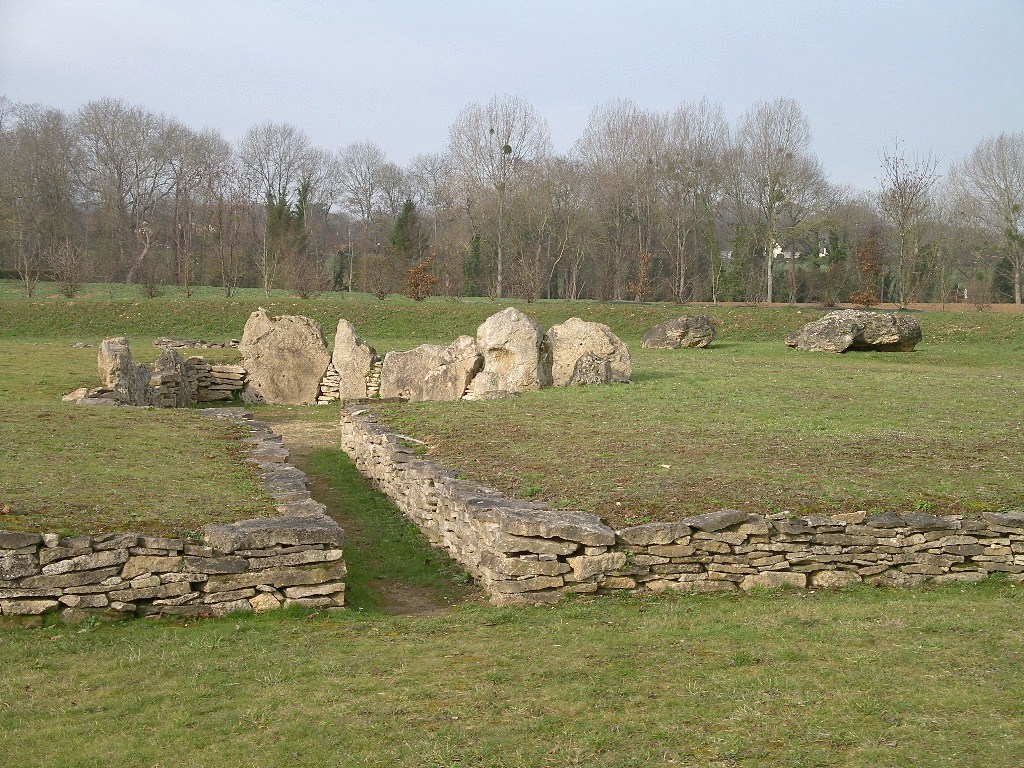
Pierre Tournesse
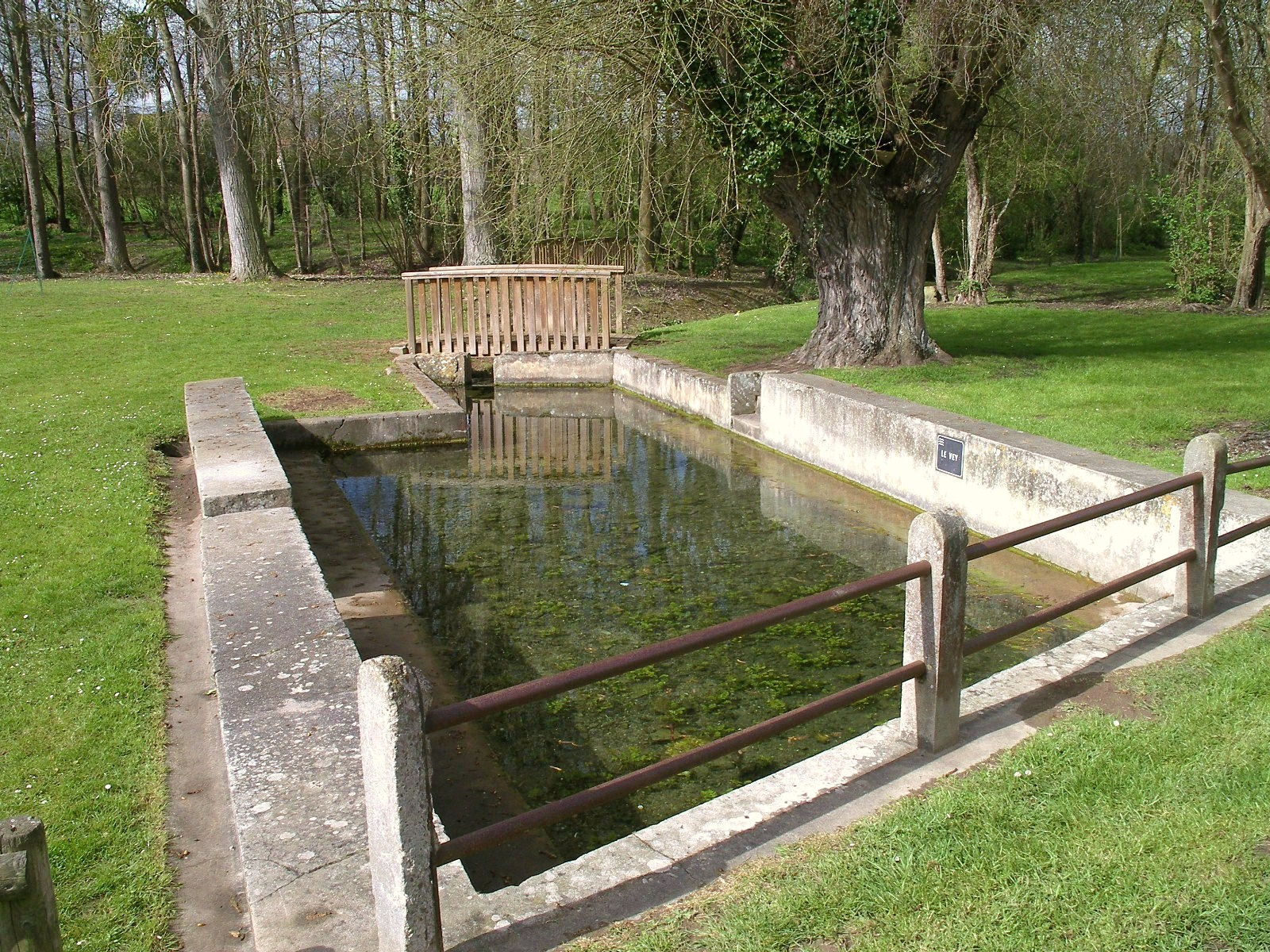
Waschhaus in Vey
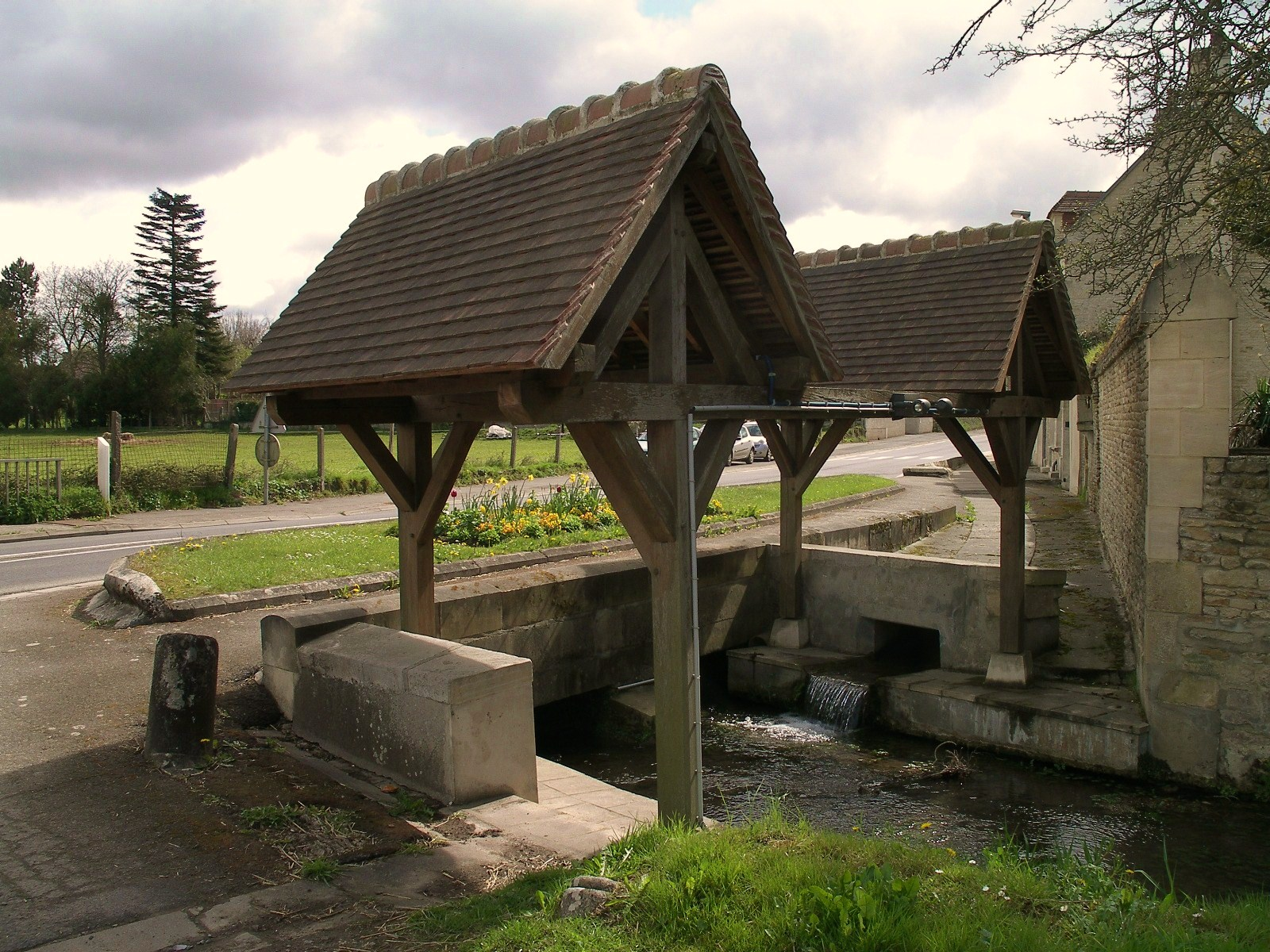
Waschhaus am Mue